# ۶۱۶ (خورشیدی)
۶۱۶ ششصد و شانزدهمین سال هجری خورشیدی است.

## رویدادها
حمله مغول به ایران